# Lužec (Nejdek)
Lužec (německy Kammersgrün, katastrální území Lužec u Nejdku) je vesnice, část města Nejdek v okrese Karlovy Vary v Karlovarském kraji. Leží v Krušných horách. Nachází se asi pět kilometrů východně od Nejdku. Lužec slouží především jako chatařská oblast obklopená jehličnatými lesy. Osada leží přibližně ve dvoukilometrové vzdálenosti od Černého jezera, které je vodním zdrojem II. stupně.

## Poloha
Skrze Lužec vede silnice III. třídy spojující Děpoltovice s Oldřichovem. Sídlo má převážně liniový charakter, většina budov stojí podél silnice.

## Historie
První písemná zmínka o vesnici pochází z roku 1273. V této lokalitě se s největší pravděpodobností v 15. století začal těžit cín. První známé stálé osídlení místa spadá před rok 1487. Tehdy náležela osada pod hroznětínské panství, které vlastnil Klášter Teplá. Klášter Teplá také poté převedl majetek na Mikuláše Šlika, pána ze Sokolova, jenž pocházel z chebského rodu Šliků.
Na začátku 20. století se vyvíjela obec jako oblíbené místo pro výlety a zimní radovánky. Z těchto důvodů zde byl postaven lyžařský vlek. Ten je v momentální době dlouho nefunkční. Ke konci dvacátých let nechala Nejdecká zdravotní ústředna postavit v Lužci lovecký zámeček, který sloužil jako sanatorium. V době okupace odpadla funkce sanatoria a ze zámečku se stal hotel. Po válce a odsunu Němců byl zámeček opuštěn.

## Přírodní poměry

### Geologické podloží
Geologické podloží tvoří žuly karlovarského plutonu. Posledním geologickým projevem je vývoj horských rašelinišť severně od Lužce.

### Lužecký potok
Lužcem protéká stejnojmenný potok, který takřka kopíruje silnici a pokračuje podél ní až do obce Děpoltovice. Tam se vlévá do většího potoka Vitického. Ten potom tvoří jeden z levých přítoků Ohře, do které se vlévá poblíž kostela v Dalovicích (Karlovy Vary).

## Obyvatelstvo
Při sčítání lidu v roce 1921 zde žilo 103 obyvatel (z toho 57 mužů) německé národnosti, kteří se s výjimkou jednoho evangelíka hlásili k římskokatolické církvi. Podle sčítání lidu z roku 1930 měla vesnice 136 obyvatel. I tentokrát byli všichni německé národnosti a až na tři lidi bez vyznání římským katolíky.
| Rok            | 1869 | 1880 | 1890 | 1900 | 1910 | 1921 | 1930 | 1950 | 1961 | 1970 | 1980 | 1991 | 2001 | 2011 | 2021 |
| -------------- | ---- | ---- | ---- | ---- | ---- | ---- | ---- | ---- | ---- | ---- | ---- | ---- | ---- | ---- | ---- |
| Počet obyvatel | 126  | 114  | 106  | 93   | 116  | 103  | 136  | 37   | 2    | 0    | 0    | 0    | 1    | 2    | 16   |
| Počet domů     | 21   | 21   | 21   | 21   | 23   | 23   | 20   | 23   | 23   | 0    | 0    | 0    | 1    | 1    | 2    |

## Obecní správa
Při sčítání lidu v letech 1869–1930 Lužec byl samostatnou obcí, se kterým patřil nejprve do okresu Kraslice, ale v letech 1910–1930 v okrese Nejdek. V letech 1950–1975 byl částí obce Fojtov, se kterým patřil nejprve do okresu Karlovy Vary-okolí, ale v letech 1961–1975 v okrese Karlovy Vary. Od 1. ledna 1976  je částí města Nejdek v okrese Karlovy Vary.

## Pamětihodnosti
- Na severovýchodním konci Lužce se nachází lovecký zámeček Krušnohor, který dnes slouží jako hotel s názvem Spa & Wellness Hotel Zámek Lužec. Zámeček byl postaven na konci 20. let, zrekonstruován na hotel byl v roce 2010.
- Starý buk lesní roste u lesní cesty na severním svahu.[kde?] Vznikl srůstem dvou buků, mezi které se později vmísil buk třetí. Má dutý, zčásti mechem porostlý kmen, který nese stopy po bývalých větvích. Kmen má obvod přes 4,5 metru a celý strom je přes 20 metrů vysoký. Roku 2005 ho poničila vichřice.[zdroj⁠?!]